# Rothschildia prionidia
Rothschildia prionidia är en fjärilsart som beskrevs av Max Wilhelm Karl Draudt 1929. Rothschildia prionidia ingår i släktet Rothschildia och familjen påfågelsspinnare. Inga underarter finns listade.